# Philampelini
Philampelini là một tông bướm đêm thuộc họ Sphingidae.

## Phân loại
- Chi Eumorpha - Hübner, 1807
- Chi Tinostoma - Rothschild & Jordan, 1903

## Hình ảnh

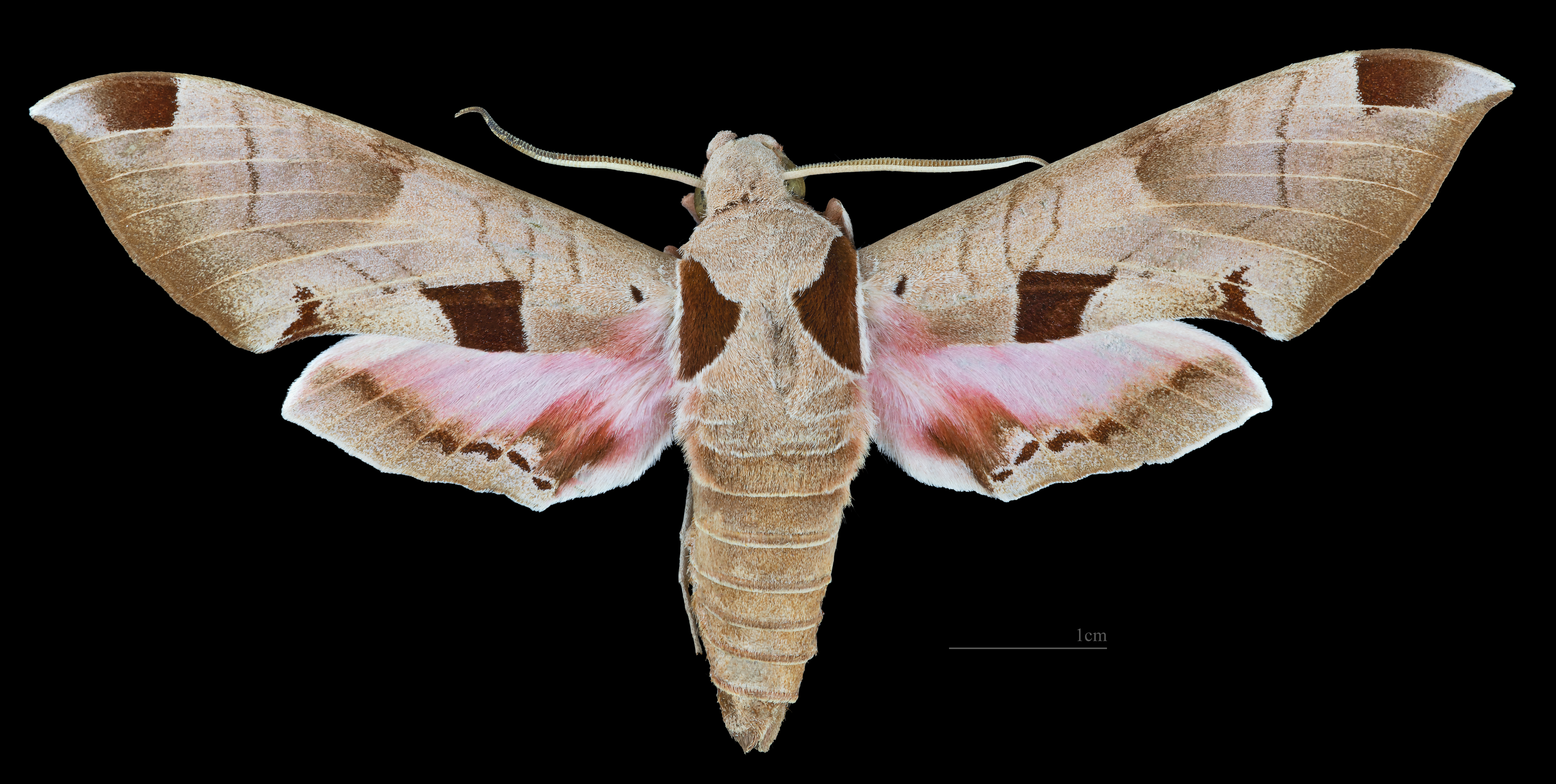
Eumorpha achemon